# Полог леса

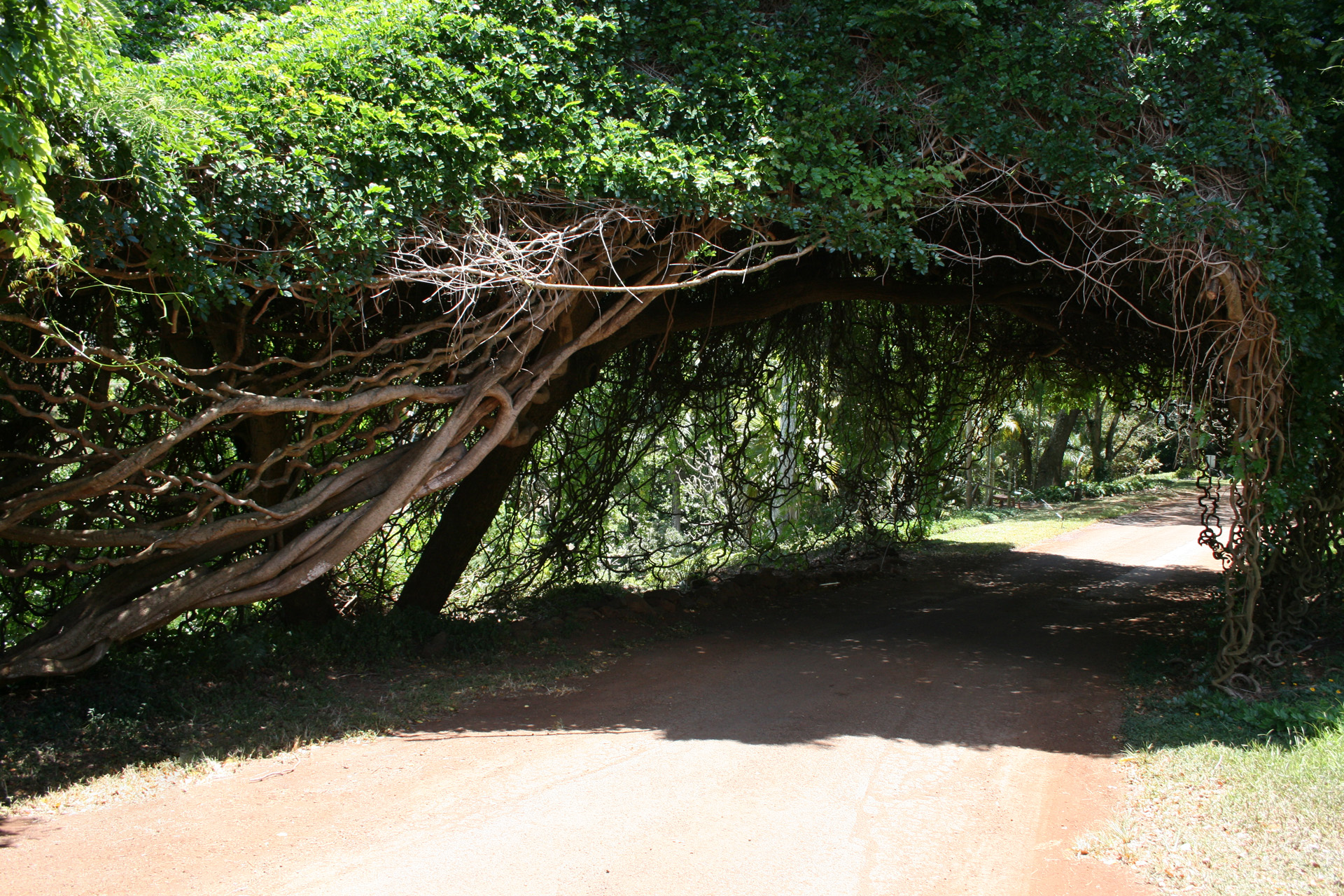
Лианы в саду Макбрайд (англ.) на острове Кауаи

По́лог ле́са — совокупность крон сомкнувшихся деревьев, размещающихся в одном или нескольких ярусах. В простых древостоях лесной полог образуется одним ярусом деревьев, в котором кроны размещаются примерно на одном уровне с отклонением на 10—15 % от средней высоты древостоя. Лесной полог в смешанных и сложных древостоях формируется из нескольких ярусов.
Сомкнутость полога — отношение суммы площадей горизонтальных проекций крон деревьев (без учёта площади их перекрытия) к общей площади участка леса. Выражается в десятых долях единицы, соответствующей полной сомкнутости.
Разомкнутость полога — феномен, наблюдаемый у некоторых видов деревьев, когда кроны полностью развитых деревьев не соприкасаются, формируя полог леса с каналами-пробелами.

## В литературе
- «Под пологом пьяного леса» — роман Джеральда Даррелла.